# SeaPerch

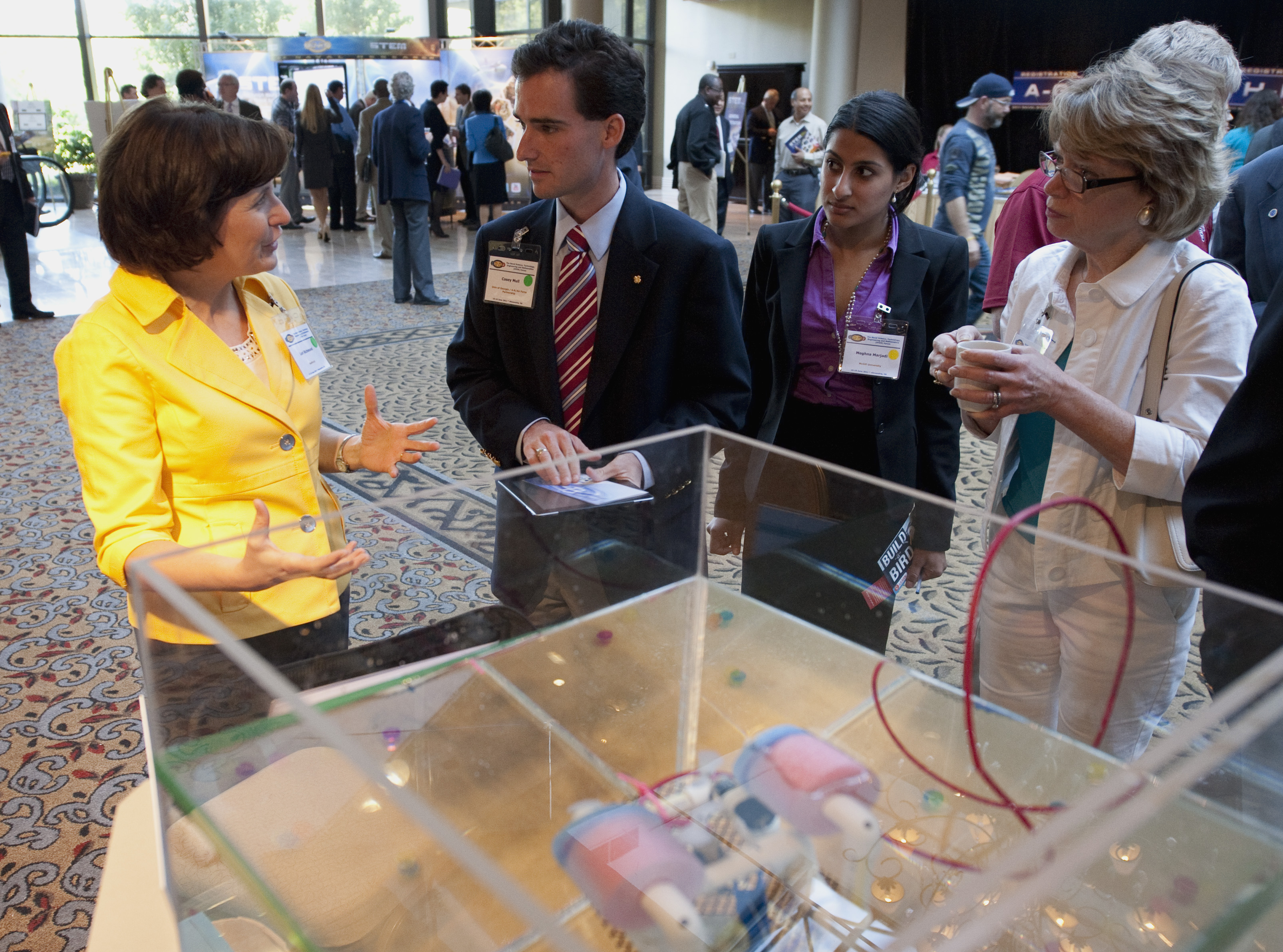
Présentation de SeaPerch au forum Naval Science, Technology, Engineering and Mathematics (STIM).

Le SeaPerch ROV (Remotely Operated Vehicle) est un programme éducatif inspiré du livre Build Your Own Underwater Robot and other Wet Projects (Harry Bohm et Vickie Jensen, 1997).

## But
Le but du projet est d'introduire le plus tôt possible aux étudiants la notion de robots sous-marins. Ceci est facilité car le SeaPerch est à la fois accessible en termes de prix (environ 70 $ le kit) et en termes de connaissances techniques nécessaires à sa construction.

## Statistiques
Le SeaPerch a pour l'instant été utilisé par quelques milliers d'étudiants dans le monde. La majorité sont Américains, mais cela commence à se répandre en Europe, dont en France.